# Гирфанов, Вакиль Калеевич
Вакиль Калеевич Гирфанов (25 января 1909, Таймеево, Уфимская губерния — 10 мая 1980, Уфа) — агробиолог, доктор сельскохозяйственных наук (1965), профессор (1967). Заслуженный деятель науки РСФСР (1969), БАССР (1957). Председатель Верховного Совета Башкирской АССР (1975—1979).
Область научных работ — вопросы водоснабжения и водопотребления, рационального режима питания растений. Гирфанов предложил применять минеральные удобрения в локальном варианте, как элемента ресурсосберегающей технологии.

## Биография
Вакиль Гирфанов родился 25 января 1909 года в дер. Таймеево Златоустовского уезда Уфимской губернии.
В 1933 году окончил Московскую сельскохозяйственную академию им. К. А. Тимирязева.
С 1933 по 1942 годы работал научным сотрудником Башкирского НИИ социалистической реконструкции сельского хозяйства Башкирского НИИ земледелия и животноводства.
С 1942 года находился в Красной армии — добровольцем ушел на фронт. Воевал в Сталинграде в составе минометного расчета. С боями дошел до Восточной Пруссии, Был четыре раза ранен, но возвращался в строй.
После войны в 1946—1952 годах зав. отделением агротехники Башкирской научно-исследовательской полеводческой станции.
С 1952 года работал в Башкирском филиале АН СССР, в 1961—1980 годах возглавлял Институт биологии.
Вакиль Калеевич избирался членом Кировского райкома и Уфимского горкома КПСС, членом Башкирского обкома партии, был делегатом XXIV съезда КПСС. Избиратели доверили ему стать депутатом Уфимского городского Совета народных депутатов, депутатом Верховного Совета БАССР седьмого и девятого созывов, был Председателем Верховного Совета Башкирской АССР (1975—1979).

## Труды
Вакиль Гирфанов автор более 170 работ по вопросам биоэкологии, агрофизиологии, агротехнике пшеницы и других злаков.
Яровая пшеница в Башкирии. Уфа, 1965.;
Засуха и урожайность яровой пшеницы в Башкирии. Свердловск, 1967;
Микроэлементы в почвах Башкирии. М., 1975 (соавт.).

## Награды и звания
Награждён орденами Октябрьской Революции, Ленина, Трудового Красного Знамени, Дружбы народов и «Знак Почета», многими медалями.
«Заслуженный деятель науки БАССР» и «Заслуженный деятель науки РСФСР».